# Hans Martin Pawlowski
Hans Martin Pawlowski (* 30. Oktober 1931 in Bochum; † 14. März 2016 in Düsseldorf) war ein deutscher Rechtswissenschaftler.
Ab 1951 studierte Pawlowski Rechtswissenschaften, Theologie und Philosophie in Münster, Freiburg im Breisgau und München. 1960 erfolgte seine Promotion bei Karl Michaelis in Göttingen über das Thema „Der Rechtsbesitz im geltenden Sachen- und Immaterialgüterrecht“, 1964 die Habilitation für die Fächer Zivilrecht, Zivilprozess und Rechtsphilosophie über das Thema Rechtsgeschäftliche Folgen nichtiger Willenserklärungen. Amts- und Parteinichtigkeit von Rechtsgeschäften – Zum Verhältnis von Privatautonomie und objektiven Recht. 1966 wurde er ordentlicher Professor für Zivil- und Zivilprozessrecht an der damaligen Wirtschaftshochschule und heutigen Universität Mannheim. 1969/1970 war Pawlowski Rektor der Universität Mannheim. Von 1973 bis 1990 war er Mitglied des Sozialwissenschaftlichen Instituts der Universität Mannheim, von 1987 bis 1994 Mitglied des Vorstandes der Forschungsstelle für gesellschaftliche Entwicklung (FGE) der Universität Mannheim. Zu seinen akademischen Schülern gehörten Wolfgang Böhm,  Uwe John, Johann Braun, Stefan Smid und Volker Lipp.
Zu den Forschungsschwerpunkte zählten unter anderem Probleme der Vertragslehre und Stellvertretung sowie der Europäisierung des Privatrechts; Probleme der Familienstruktur und des Betreuungsrechts; Probleme der Unparteilichkeit des Richters und der Abgrenzung von Rechtsprechung und Verwaltung; Problematik der Voraussetzungen eines pluralistischen Staates, der sich durch die Gewährleistung von Glaubensfreiheit legitimiert und daher alle in ihm vertretenen Weltanschauungen als gleichberechtigt ansieht; Probleme der juristischen Methodenlehre. Pawlowski wurde vor allem durch sein Lehrbuch zum Bürgerlichen Recht bekannt sowie durch seine Bücher zur juristischen Methodenlehre. Dieser sowie der Rechtsphilosophie galt sein größtes Interesse und Engagement. Auch nach seiner Emeritierung hielt Pawlowski noch Vorlesungen und Seminare zur Rechtsphilosophie und Methodenlehre. Pawlowski war evangelisch und war zeitweise im Evangelischen Arbeitskreis der Union aktiv.

## Veröffentlichungen (Auswahl)
- Der Rechtsbesitz im geltenden Sachen- und Immaterialgüterrecht, Verlag Otto Schwarz & Co., Göttingen 1961
- Methodenlehre für Juristen. Theorie der Norm und des Gesetzes. 3. überarbeitete und erweiterte Aufl., C. F. Müller Juristischer Verlag, Heidelberg 1999, ISBN 3-8114-6790-5.
- Einführung in die juristische Methodenlehre: ein Studienbuch zu den Grundlagenfächern Rechtsphilosophie und Rechtssoziologie. – 2., neubearb. Aufl. – C. F. Müller, Heidelberg 2000. – (Jurathek: Studium), ISBN 3-8114-2243-X.
- Allgemeiner Teil des BGB. Grundlehren des bürgerlichen Rechts. 7. neubearbeitete Aufl., Heidelberg 2003, C. F. Müller Verlag, ISBN 3-8114-1851-3